# 別れないでおくれ
「別れないでおくれ」は、1974年4月21日にCBS・ソニーレコードから発売された八田英士の1枚目のシングルである。（トータル7枚目）

## 概要
長田栄二の八田英士名義での初のシングル
B面曲（作曲・編曲：鈴木邦彦）は、鈴木が実験的にクラビネット（電気式キーボード）サウンドを導入した意欲作だったものの、同時期に郷ひろみが全く同じサウンドのシングル『君は特別』で大ヒットを飛ばしたために完敗してしまったといういわく付きの作品として、また、1972年11月リリースのスティーヴィー・ワンダーの楽曲『迷信 （Superstition）』にそっくりだとして、歌謡曲マニアの間で知られている。
『ひとり旅』は2022年3月時点、未CD化。

## 収録曲
1. 別れないでおくれ [3:06]
作詞：なかにし礼/作曲・編曲：鈴木邦彦
2. ひとり旅 [2:56]
作詞：なかにし礼/作曲・編曲：鈴木邦彦